# 26 април
26 април е 116-ият ден в годината според григорианския календар (117-и през високосна година). Остават 249 дни до края на годината.

## Събития
- 1336 г. – Франческо Петрарка изкачва връх Ванту – символичен рожден ден на алпинизма.
- 1802 г. – Наполеон Бонапарт подписва обща амнистия, която позволява на около 1000 от най-видните емигранти от Френската революция да се върнат във Франция.
- 1933 г. – Създадено е Гестапо – официалната тайна полиция на нацистка Германия.
- 1937 г. – Гражданска война в Испания: Испанският баски град Герника е бомбардиран от германски и италиански самолети, изпратени в помощ на Франсиско Франко.
- 1941 г. – В Любляна е създаден Освободителен фронт на словенския народ.
- 1942 г. – При експлозия в мина в Манджурия (Китай) загиват 1549 миньори – най-тежкият минен инцидент в света.
- 1949 г. – В Москва започва първата сесия на СИВ.
- 1954 г. – Започва Женевската конференция, опит да се възстанови мирът в Индокитай и Корея.
- 1962 г. – Космическият кораб Рейнджър 4 на НАСА се разбива в Луната.
- 1962 г. – В космоса е изстрелян първият международен (англо-американски) спътник „Ариел“.
- 1964 г. – Танганайка и Занзибар се обединяват в обща държава – Танзания.
- 1978 г. – Започва гражданската война в Афганистан.
- 1986 г. – Чернобилска авария: Четвърти реактор на атомната електрическа централа в Чернобил (Украйна) експлодира и се запалва, което е най-голямата ядрена авария в света.
- 1990 г. – Регистрирано е Движението за права и свободи.
- 1991 г. – Основан е футболният отбор Ф91 Дюделанж от Люксембург.
- 1993 г. – Полет 491 на „Индиан Еърлайнс“ се разбива малко след излитане при удар с камион и електропровод и убива 55 от 118 души на борда.
- 1994 г. – В Южна Африка се провеждат първите многорасови избори.
- 1994 г. – Полет 140 на „Чайна Еърлайнс“ се разбива при кацане в Нагоя, Япония и убива 264 от 271 души на борда.
- 1999 г. – Хиляди компютри в света са поразени от компютърния вирус Чернобил.
- 2000 г. – По инициатива на министър-председателя Иван Костов започва Българският Великден.
- 2002 г. – 19-годишният Робърт Щайнхаузер застрелва 17 души в училище в германския град Ерфурт, след което се самоубива.
- 2005 г. – Под международен натиск, Сирия изтегля последните си 14 хил. войници от Ливан, с което се слага край на 29-годишната военна доминация над страната.

## Родени
- 121 г. – Марк Аврелий, римски император († 180 г.)
- 1573 г. – Мария Медичи, жена на Анри IV (Франция) († 1642 г.)
- 1710 г. – Томас Рийд, шотландски философ († 1796 г.)
- 1711 г. – Дейвид Хюм, шотландски философ († 1776 г.)
- 1785 г. – Джон Джеймс Одюбон, американски художник († 1851 г.)
- 1787 г. – Лудвиг Уланд, германски поет († 1862 г.)
- 1798 г. – Йожен Дьолакроа, френски художник († 1863 г.)
- 1807 г. – Шарл Огюст Фросар, френски генерал († 1875 г.)
- 1829 г. – Теодор Билрот, австрийски хирург († 1894 г.)
- 1865 г. – Аксели Гален-Калела, финландски художник († 1931 г.)
- 1874 г. – Инеса Арманд, френско-руска политичка и комунистка († 1920 г.)
- 1879 г. – Оуен Ричардсън, британски физик, Нобелов лауреат († 1959 г.)
- 1889 г. – Анита Лус, американска писателка, драматург и сценарист († 1981 г.)
- 1889 г. – Лудвиг Витгенщайн, австрийски философ († 1951 г.)
- 1893 г. – Дража Михайлович, сръбски генерал († 1946 г.)
- 1894 г. – Рудолф Хес, германски политик и офицер, нацист († 1987 г.)
- 1898 г. – Висенте Алейксандре, испански поет, Нобелов лауреат († 1984 г.)
- 1900 г. – Чарлз Франсис Рихтер, американски сеизмолог († 1985 г.)
- 1903 г. – Константин Константинов, български музиколог († 1955 г.)
- 1905 г. – Жан Виго, френски кинорежисьор († 1934 г.)
- 1912 г. – Алфред ван Вогт, канадски писател († 2000 г.)
- 1915 г. – Димитър Костадинов Измирлиев, български учител, журналист и общественик († 1983 г.)
- 1917 г. – Йау Минг Пей, американско-китайски архитект († 2019 г.)
- 1917 г. – Кочо Караджов, български стопански деател († 2002 г.)
- 1926 г. – Верка Сидерова, българска народна певица († 2025 г.)
- 1928 г. – Херта Крефтнер, австрийска писателка († 1951 г.)
- 1932 г. – Франсис Ле, френски композитор († 2018 г.)
- 1933 г. – Арно Пензиас, американски физик, Нобелов лауреат († 2024 г.)
- 1940 г. – Джорджо Мородер, италиански композитор
- 1949 г. – Емил Басат, български журналист
- 1954 г. – Силвия Кацарова, българска певица
- 1958 г. – Георги Лозанов, медиен експерт
- 1962 г. – Борис Велчев, български юрист
- 1962 г. – Наско Сираков, български футболист
- 1963 г. – Джет Ли, китайски актьор
- 1970 г. – Николай Марков, български специалист по национална и международна сигурност
- 1977 г. – Том Уелинг, американски актьор
- 1980 г. – Чанинг Тейтъм, американски актьор
- 1996 г. – Теа Таирович, сръбска певица

## Починали
- 757 г. – Стефан III, римски папа (* неизв.)
- 1566 г. – Диана дьо Поатие, френска благородничка (* ок. 1499)
- 1635 г. – Алесандро Тасони, италиански поет (* 1565)
- 1731 г. – Даниел Дефо, английски журналист и писател (* 1660 г.)
- 1815 г. – Карстен Нибур, немски изследовател (* 1733 г.)
- 1910 г. – Бьорнстерне Бьорнсон, норвежки писател Нобелов лауреат (* 1832 г.)
- 1914 г. – Едуард Зюс, австрийски геолог (* 1831 г.)
- 1915 г. – Джон Бъни, американски комик и актьор (* 1863 г.)
- 1923 г. – Никола Юруков, български архитект и революционер (* 1880 г.)
- 1931 г. – Джордж Мийд, американски философ (* 1867 г.)
- 1932 г. – Никодим Тивериополски, български духовник (* 1864 г.)
- 1936 г. – Димитър Перниклийски, български военен деец (* 1860 г.)
- 1940 г. – Карл Бош, германски химик, Нобелов лауреат (* 1874 г.)
- 1945 г. – Павло Скоропадски, украински политик и генерал (* 1871 г.)
- 1957 г. – Гичин Фунакоши, японец, създател на карате-до (* 1868 г.)
- 1960 г. – Страшимир Димитров, български геолог (* 1892 г.)
- 1964 г. – Димитър Гичев, български политик, дипломат (* 1893 г.)
- 1969 г. – Морихей Уешиба, японец, създател на айкидо (* 1883 г.)
- 1976 г. – Андрей Гречко, съветски маршал (* 1903 г.)
- 1984 г. – Каунт Бейзи, американски джаз пианист (* 1904 г.)
- 1986 г. – Дечко Узунов, български художник (* 1899 г.)
- 1989 г. – Люсил Бол, американска актриса (* 1911 г.)
- 1994 г. – Масутацу Ояма, японски каратист (* 1923 г.)
- 1997 г. – Петър Бобев, български писател (* 1914 г.)
- 2010 г. – Радой Попиванов, български биолог (* 1913 г.)
- 2017 г. – Джонатан Деми, американски режисьор, продуцент и сценарист (* 1944 г.)

## Празници
- ООН – Световен ден на авторското право (отбелязва се от 2001 г.)
- Армения – Ден на граничната охрана
- Израел – Възпоменателен ден на героите
- Русия – Ден в памет на жертвите на радиация, аварии и катастрофи
- Танзания – Ден на обединението (чества се обединението на Танганика и Занзибар в една държава, 1964 г., национален празник)